# پایگاه جاافتاده
پایگاه واحدهای جاافتاده(به انگلیسی Installed base) یک محصول، تعداد واحدهایی است که در حال حاضر درحال استفاده شدن توسط مشتری هستند. این عدد، اندازه‌گیری ای از پایگاه مشتریان فعلی شرکت ارائه می‌دهد و وسعت سرمایه گذاری آنها را در یک محصول یا تکنولوژی خاص نشان می‌دهد.
در مقایسه با سهم بازار که صرفا مقدار فروش در یک دوره زمانی خاص را به نسبت کل بازار نشان می‌دهد، پایگاه واحدهای جاافتاده تعداد واحدهایی که همین الان در حال استفاده اند را مشخص می‌کند.این اطلاعات می‌تواند به منظور ارزیابی پایگاه مشتریان یک شرکت، سرمایه گذاری و جایگاه آن در بازار استفاده شود. پایگاه واحدهای جاافتاده نقش چشم‌گیری در صنایع مختلف از جمله کامپیوتر، خودروسازی، تجهیزات پزشکی و لوازم خانگی دارد و می‌تواند بر میزان پشتیبانی، در دسترس بودن قطعات جایگزین و سایر عوامل تأثیر بگذارد. برخی از شرکت‌هایی که از پایگاه جا افتاده بهره می‌برند عبارتند از اپل، مایکروسافت، نینتندو در صنعت کامپیوتر و تسلا در صنعت خودرو.

## اهمیت پایگاه واحدهای جاافتاده
پایگاه واحدهای جاافتاده محصولات یک شرکت نشان دهنده یک پایگاه مشتری ارزشمند است که در حال حاضر از محصولات، خدمات یا سیستم‌های آن استفاده می‌کنند.از این طریق، فرصت بیش فروشی یا مکمل فروشی محصولات به مشتریان فعلی برای شرکت‌ها ایجاد می‌شود. به علاوه، شرکت‌ها می‌توانند از اطلاعات پایگاه مشتریان برای اطلاع رسانی‌های مربوط به توسعه محصولات در آینده و فعالیت‌های بازاریابی استفاده کنند. شرکت‌ها می‌توانند از پایگاه واحدهای جاافتاده خود برای تعیین میانگین طول عمر محصولاتشان استفاده کنند که می‌تواند اطلاعاتی جهت توسعه و برنامه ریزی محصول فراهم کند. همچنین شرکت‌ها می‌توانند موقعیت خود را در بازار ارزیابی کرده و موفقیت محصولشان را در طول زمان دنبال کنند.

## ویژگی‌های پایگاه واحدهای جاافتاده
ویژگی‌های متعددی یک پایگاه واحدهای جاافتاده را تعریف می‌کند، از جمله:

### اندازه
اندازه پایگاه واحدهای جاافتاده یک شرکت، تعداد محصولات، سیستم‌ها و خدماتی که در حال حاضر تحت استفاده مشتریان است را نشان می‌دهد. این اندازه می‌تواند به عنوان مقیاسی از موقعیت شرکت در بازار و پایگاه مشتریان آن مورد استفاده قرار گیرد.

### ساختار
ساختار یک پایگاه واحدهای جاافتاده می‌تواند به منظور تعیین انواع محصولات، سیستم‌ها و یا خدمات مورد استفاده و شاخص‌های جمعیتی مشتریانی که آنها را استفاده می‌کنند مورد ارزیابی قرار گیرد. اطلاعات به دست آمده می‌تواند برای گزارش دادن توسعه محصول، بازاریابی و چالش‌های فروش مورد استفاده قرار گیرد.

### طول عمر محصول
طول عمر محصولات در پایگاه واحدهای جاافتاده اطلاعات مهمی درباره متوسط طول عمر محصولات و سیستم‌های یک شرکت ارایه می‌دهد. این اطلاعات برای آگاهی از توسعه محصول و برنامه ریزی مورد استفاده قرار می‌گیرند.

### موقعیت مکانی
موقعیت جغرافیایی مشتریانی که از محصولات، سیستم‌ها و خدمات یک شرکت استفاده می‌کنند برای آگاهی از چالش‌های فروش و بازاریابی مورد استفاده قرار می‌گیرد.

### ارتقا و جایگزینی
سرعت ارتقا و جایگزینی محصولات توسط مشتریان در یک پایگاه واحدهای جاافتاده اطلاعات مهمی در مورد موفقیت محصول شرکت و میزان تمایل مشتریان به سرمایه گذاری روی نسخه‌های جدید یا ارتقا یافته را ارایه می‌دهد.

## صنایع و بازارهای مرتبط

### صنایع و بازارهای مرتبط با پردازش
پایگاه واحدهای جاافتاده سیستم‌های کامپیوتری، از جمله سیستم عامل‌ها و پلتفرم‌ها و کنسول‌های بازی‌های ویدیویی، فاکتور قابل توجهی در صنایع مربوطه است. در این بازارها، اندازه پایگاه واحدهای جاافتاده شاخص کلیدی ای برای نمایش دسترسی و تاثیر یک محصول یا پلتفرم بخصوص است.

### صنایع و بازارهای دیگر
پایگاه واحدهای جاافتاده در صنایع دیگر نظیر خودرو سازی، تجهیزات پزشکی و لوازم خانگی نیز یک عامل قابل توجه است. در این بازارها اندازه پایگاه واحدهای جاافتاده یک محصول یا پلتفرم بخصوص می‌تواند میزان پشتیبانی و قابل دسترس بودن لوازم یدکی و ملزومات را تحت تاثیر قرار دهد.

## کاربردها
پایگاه واحدهای جاافتاده کاربردهای متنوعی دارد. نظیر:

### تحلیل بازار
پایگاه واحدهای جاافتاده برای تعیین اندازه و امکان رشد یک بازار خاص مورد استفاده قرار می‌گیرد.

### برنامه ریزی محصول
سازندگان، اطلاعات حاصل از پایگاه واحدهای جاافتاده را برای برنامه ریزی توسعه محصولات و خدمات جدید و تعیین امکان فروش در آینده استفاده می‌کنند.

### حمایت از مشتری
ارائه دهندگان خدمات از اطلاعات پایگاه واحدهای جاافتاده به منظور تعیین سطح حمایت لازم برای یک محصول یا سرویس خاص و تخصیص درست منابع استفاده می‌کنند .

### پیش‌بینی فروش
تیم‌های فروش از اطلاعات پایگاه واحدهای جاافتاده برای تصمیم‌گیری آگاهانه درمورد اهداف فروش و تخصیص درست منابع استفاده می‌کنند.

### استراتژی قیمت گذاری
سازندگان و ارائه دهندگان خدمات از اطلاعات پایگاه واحدهای جاافتاده برای تعیین ارزش بهینه محصولات و خدماتشان، با در نظر گرفتن اندازه بازار و میزان رقابت، استفاده می‌کنند.

## شرکت های نمونه

### شرکت اپل
پایگاه واحد‌های جاافتاده دستگاه‌های iOS اپل، مانند آیفون و آی پد ، به شرکت این امکان را داده که انواع مختلفی از ملزومات و خدمات را ارائه دهد. مناسب بودن اپ استور و پیشنهادات رسانه ای اپل برای محیط دستگاه‌های آن، به کاربران یک تجربه یکپارچه می‌دهد.

### شرکت مایکروسافت
پایگاه واحد‌های جاافتاده سیستم عامل ویندوز مایکروسافت، پلتفرمی برای شرکت ایجاد کرده که سری متمایزی از نرم‌افزارها و خدمات را ارائه می‌دهد. جعبه ابزار بهره وری این شرکت، شامل مایکروسافت آفیس، جهت استفاده کامپیوتر‌های ویندوز طراحی شده‌اند.

### نینتندو
نینتندو پایگاه واحد‌های جاافتاده عظیمی از کنسول‌های بازی‌های ویدیویی دارد، که برای فروش بازی‌ها و ملزومات بیشتر استفاده می‌شود. برای مثال، این شرکت یک مجموعه از بازی‌های ویدیویی مثل ماریو و زلدا دارد که طوری طراحی شده‌اند که روی کنسول‌های نینتندو بهتر کار می‌کنند.

### شرکت تسلا
پایگاه واحد‌های جاافتاده ماشین‌های برقی تسلا این شانس را به شرکت می‌دهد که محصولات و خدمات مرتبط نظیر ایستگاه‌های شارژ و سیستم‌های ذخیره انرژی را ارائه دهد. همچنین شرکت، داده‌های ایجاد شده توسط ماشین هایش را برای بهینه کردن تکنولوژی رانندگی خودکارش استفاده می‌کند.